# Argyrodines aurivillii
Argyrodines aurivillii là một loài bọ cánh cứng trong họ Cerambycidae.